# 菊名記念病院

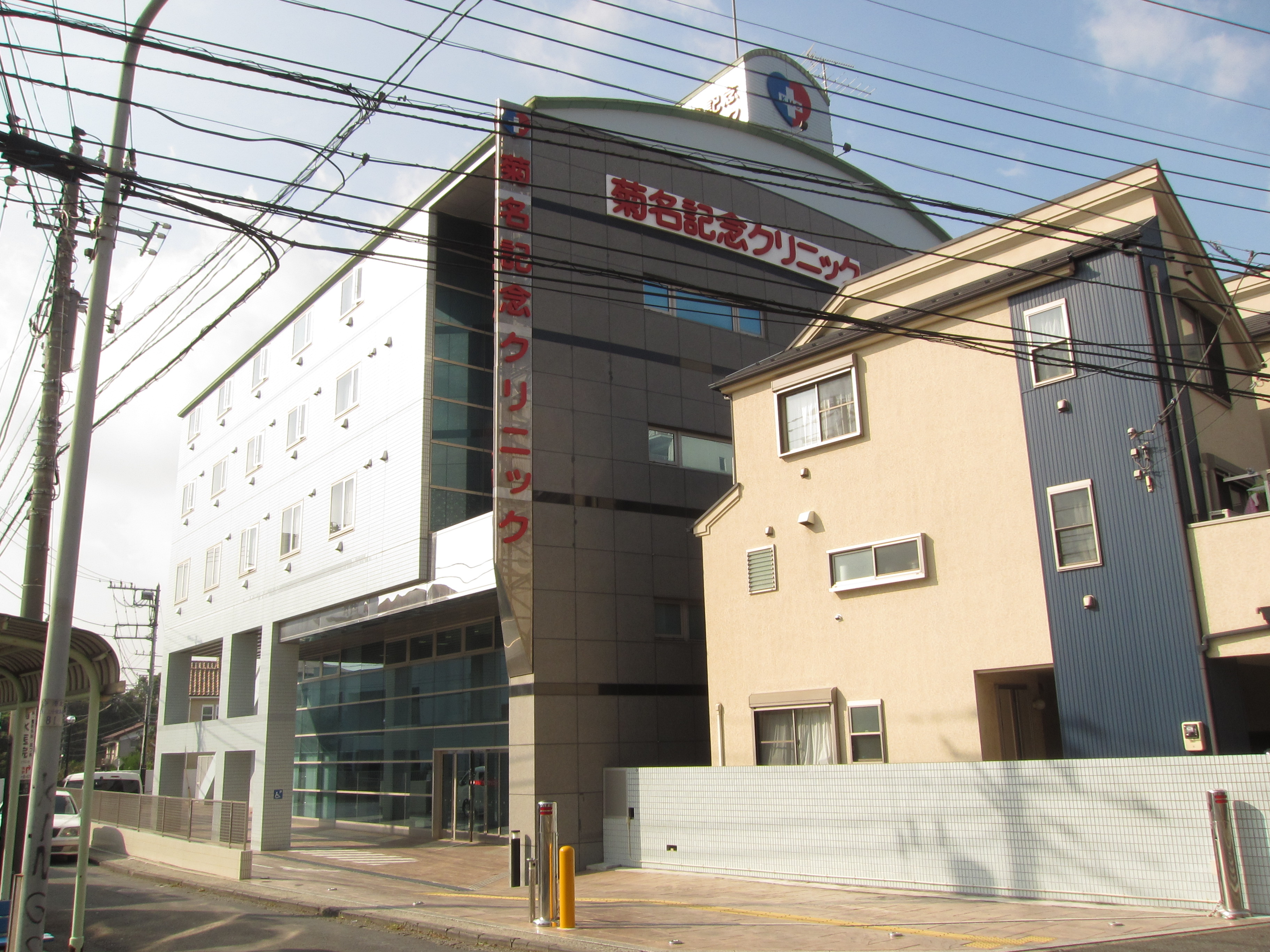
菊名記念クリニック

菊名記念病院（きくなきねんびょういん）は、神奈川県横浜市港北区にある医療機関である。横浜メディカルグループ（YMG）を形成する基幹病院として位置づけられている。

## 沿革
- 1991年（平成3年）7月15日 -  個人病院として開院。
- 1996年（平成8年） - 救急指定病院の認定を受ける。横浜市病院群輪番制に参加。全日本病院協会並びに日本病院会に入会。
- 1997年（平成9年） - 運営母体が法人化し、医療法人五星会（ごせいかい）となる。デイケアセンターを開設。
- 1998年（平成10年） - 訪問看護ステーション、地域医療サービスセンターを開所。
- 2007年（平成19年） - 新横浜リハビリテーション病院を開設。
- 2010年（平成22年） - 菊名記念クリニックを開設。地域医療支援病院の承認を受ける。
- 2014年（平成26年） - 心臓血管センターを「循環器センター」と名称変更する。
- 2015年（平成27年） - 下肢静脈瘤センターを開設。
- 2016年（平成28年） - SCUを開設。病院機能評価一般病院2機能種別版評価項目3rdG:Ver1.1を取得。
- 2017年（平成29年） - 内視鏡センターを開設。

## 診療科・部門

### 診療部
- 総合診療科
- 内科
- 消化器内科
- 循環器内科
- 外科
- 整形外科]
- 脳神経外科
- 心臓血管外科
- 皮膚科
- 腎・膠原病内科
- 泌尿器科
- 放射線科
- 麻酔科

### センター
- 循環器センター
- 消化器センター
- 下肢静脈瘤センター

### 専門外来
- 糖尿病専門外来
- 肝臓専門外来
- 女性専門外来

## 医療機関の指定等
- 地域医療支援病院
- 救急告示医療機関
- 臨床研修指定病院
- 日本静脈経腸栄養学会NST専門療法士実施修練認定教育施設

## 交通アクセス
- 横浜線（JR東日本）・東急東横線「菊名駅」東口より徒歩約4分。
- 臨港バス鶴01系統で菊名駅前下車、徒歩約3分。
- 横浜市営バス41系統・59系統で菊名記念病院前バス停下車、徒歩約2分。ただし、鶴見駅西口・横浜駅西口方向および臨港バスは停車しないので、菊名小学校入口バス停が最寄りとなる。菊名小学校入口バス停より徒歩約5分。

## 関連施設
- 横浜メディカルグループ（YMG）
  - 医療法人 五星会
    - 新横浜リハビリテーション病院
    - 菊名記念クリニック

  - 医療法人 三星会
    - 大倉山記念病院

  - 医療法人 つばさ会
  - 社会福祉法人諏訪福祉会